# Glycaspis prepta
Glycaspis prepta är en insektsart som beskrevs av Moore 1970. Glycaspis prepta ingår i släktet Glycaspis och familjen rundbladloppor. Inga underarter finns listade i Catalogue of Life.